# مواد رنگزا
رنگزا (به انگلیسی: colourant) در تعریف کلی موادی هستند که قابلیت رنگ کردن مواد دیگر را دارند به بیان دیگر رنگزا ماده‌ای است که به منظور تغییر رنگ یک ماده به آن افزوده یا روی سطح آن اعمال می‌شود. رنگ‌های نقاشی (هنر)، رنگ‌های نقاشی ساختمانی، رنگ‌های مورد استفاده در رنگرزی و چاپ کالای نساجی، رنگ‌های مورد استفاده در مواد آرایشی و آرایشگاه‌ها همگی جزء مواد رنگزا محسوب می‌شوند.
رنگزاها با جذب مقادیر مختلف طول‌موج‌های (یا فرکانس‌های ) مختلف طیف نور و انتقال یا بازتاب فرکانس‌های باقی‌مانده به صورت خطوط مستقیم یا پراکنده، عمل می‌کنند.  مواد رنگزا با ایجاد یک پیوستگی فیزیکی یا شیمیایی با ماده مورد هدف، ترکیب می‌گردند.
رنگزاها یا ترکیبات تشکیل‌دهنده آن‌ها از نظر شیمیایی به دو دسته معدنی (اغلب از منبع معدنی) و آلی (اغلب از یک منبع بیولوژیکی ) طبقه‌بندی می‌شوند و از نظر حلالیت در آب به دو گروه محلول و نامحلول در آب دسته‌بندی می‌شوند.
رنگدانه‌‌ها نامحلول در آبند. رزانه‌های معمولی محلول در آب هستند، و رزدانه‌ها (به انگلیسی LakePigment)  که از رسوب دادن یک رزانه به کمک یک پیونده بی‌اثر یا یک دندانه، معمولاً یک نمک فلزی، ساخته می‌شود، همچون رنگدانه‌ها در آب نامحلولند.

## مواد رنگزای طبیعی
دسته‌ای از گیاهان دارای رنگینه‌ها یی با ثبات عالی و متوسط هستند و در رنگرزی سنتی نقش مؤثری دارند. روناس، اسپرک، نیل، گل بابونه، برگ انگور عسگری، چغندر، پوست پیاز، برگ درخت توت، وسمه، گل رنگ، گل جعفری، برگ انجیر، پوست انار، بلوط، پوست گردو، هلیله، سماق، زعفران، جاشیر و غیره از گیاهانی هستند که در ایران یافت شده و از مواد رنگزای آن‌ها در رنگرزی استفاده می‌شده‌است.

## مواد رنگزای مصنوعی
اکثر مواد رنگزای استفاده شده مثل رنگ موی سر، رنگ‌های ساختمانی، رنگ‌های صنعتی، رنگ‌های هنری و غیره همگی جزء مواد رنگزای مصنوعی محسوب می‌شوند. مواد رنگزای مصنوعی را به طور کلی بر پایه خواص آن‌ها و ساختمان شیمیایی مواد طبقه بندی می‌کنند.